# یوپی‌اس ایرلاینز

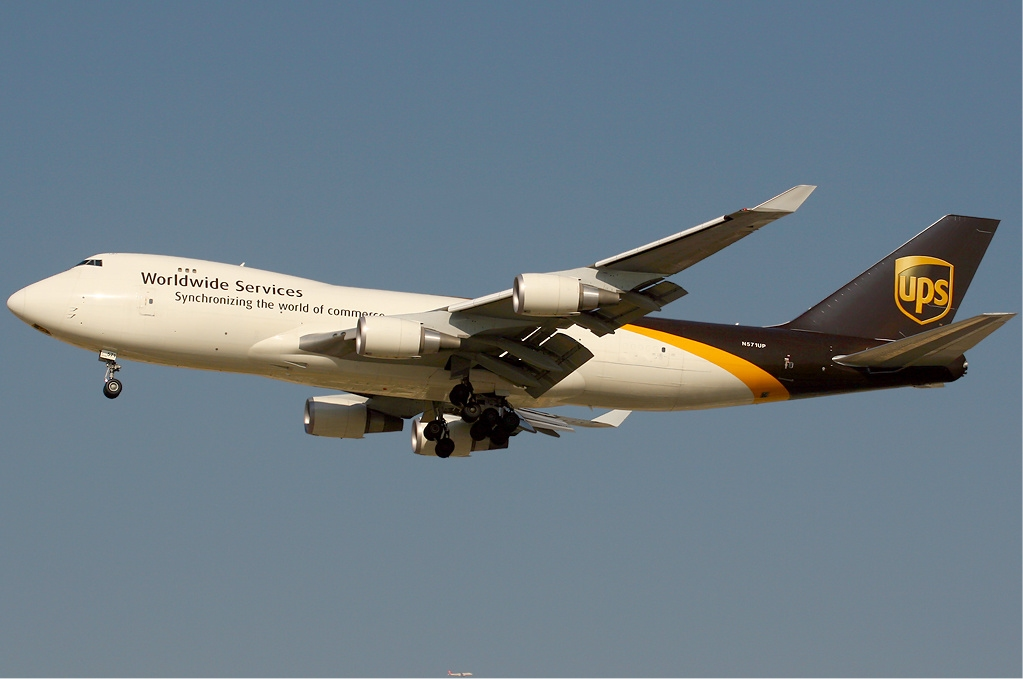
هواپیمای بوئینگ ۷۴۷-۴۰۰ متعلق به یوپی‌اس ایرلاینز

یوپی‌اس ایرلاینز (به انگلیسی: UPS Airlines) شرکت هواپیمایی باری آمریکایی است، که در سال ۱۹۸۸ توسط یونایتد پارسل سرویس تأسیس شد و در حال حاضر به‌عنوان شرکت تابعه یوپی‌اس، روزانه به ۷۲۷ مقصد در سرتاسر جهان، پروازهای مستقیم دارد و بسته‌های پستی را جابجا می‌نماید.
دفتر مرکزی شرکت یوپی‌اس ایرلاینز در شهر لوییویل، کنتاکی قرار دارد و فرودگاه بین‌المللی لوئیویل، فرودگاه بین‌المللی شانگهای پودنگ، فرودگاه بین‌المللی هنگ‌کنگ، فرودگاه بین‌المللی فیلادلفیا، فرودگاه بین‌المللی انتاریو، فرودگاه بین‌المللی دالاس-فورت ورث، فرودگاه بین‌المللی شیکاگو راکفرد، فرودگاه شهرستان کلمبیا، فرودگاه بین‌المللی میامی، فرودگاه کلن بن و فرودگاه بین‌المللی جان سی. منرو همیلتن، قطب‌های این شرکت هواپیمایی به‌شمار می‌آیند. شرکت یوپی‌اس ایرلاینز در حال حاضر در ناوگان هوایی خود، دارای ۱۲۴ فروند هواپیمای باری می‌باشد. سهام این شرکت در بازار بورس نیویورک معامله می‌شود.